# Phrynichodamon scullyi
Phrynichodamon scullyi är en spindeldjursart som beskrevs av Peter Weygoldt 1996. Phrynichodamon scullyi ingår i släktet Phrynichodamon och familjen Phrynichidae. Inga underarter finns listade i Catalogue of Life.